# Ferdinando II di Braganza
Ferdinando II di Braganza (1430 – Évora, 20 giugno 1483) nacque dal matrimonio di Ferdinando I di Braganza e Giovanna di Castro.

## Biografia
Era il figlio di Ferdinando I di Braganza, e di sua moglie, Giovanna di Castro, signora di Cadaval.
Fu un giovane uomo di successo e rapidamente divenne popolare tra la nobiltà portoghese. Fu molto apprezzato dal re Alfonso V del Portogallo e scortò sempre il re nelle sue diverse incursioni in Marocco, dove partecipò a diverse conquiste e spedizioni. Favorito dal re Alfonso V, Ferdinando fu creato conte di Guimarães nel 1464. Fu presto promosso al titolo di Duca di Guimarães nel 1475.
Ferdinando prese parte alla Guerra di successione castigliana. Dopo la morte del re Enrico IV di Castiglia, la figlia ed erede del re, Giovanna la Beltraneja, sposata con re Alfonso V, fu proclamata "Regina di Castiglia", ma ebbe l'opposizione della sua zia (la futura regina Isabella I di Castiglia). I portoghesi invasero Castiglia e, durante la Battaglia di Toro, Fernando fu responsabile della sicurezza della regina Giovanna.
Succedette al padre nel 1478 come duca di Braganza, signore di Castiglia, Navarra e Aragona. A quel tempo, la Casa di Braganza era la più potente casata del Regno del Portogallo (con sede a Vila Viçosa) e una delle più potenti di tutti i regni iberici.
Fu nominato capo delle province di Douro e Minho.

## Matrimoni

### Primo Matrimonio
Nel 1447 sposò Leonor de Meneses (1430–7 maggio 1452), figlia di Pedro de Meneses. Non ebbero figli.

### Secondo Matrimonio
Nel 1472 sposò Isabella di Viseu (1459–1521), figlia del principe Ferdinando, duca di Beja e Viseu e sorella del re Manuele I di Portogallo. Ebbero quattro figli:
- Filippo (morto durante l'infanzia);
- Giacomo (1479-20 settembre 1532);
- Diniz (1481-1516), sposò Beatriz de Castro Osório, ebbero quattro figli;
- Margherita (morta durante l'infanzia)

## Morte
Quando il re Giovanni II di Portogallo succedette a suo padre, cercò di far cadere il potere della nobiltà portoghese, che era molto fiorita sotto il regno di suo padre. Il re si concentrò fortemente sulla diminuzione dei poteri delle due più potenti case nobiliari del regno, la Casa di Beja e Viseu e la Casa di Braganza.
Giovanni II accusò il suo primo cugino, Diego I di Beja e Viseu (cognato di Fernando II), di alto tradimento e lo fece brutalmente giustiziare. Poco dopo, il re accusò anche Fernando II di alto tradimento e lo fece giustiziare a Évora il 20 giugno 1483. In seguito, i beni della Casa di Braganza furono confiscati e la famiglia fuggì in Castiglia. La famiglia ritornò nel 1498 e si fece restituire tutte le loro proprietà.
Gli succedette nel ducato di Braganza suo figlio Giacomo.

## Ascendenza
|                           |   |                      | Genitori                    |  |  | Nonni |  |  | Bisnonni                  |  |  | Trisnonni               |  |
|                           |   |                      |                             |  |  |       |  |  | Giovanni I del Portogallo |  |  | Pietro I del Portogallo |  |
|                           |   |                      |                             |  |  |       |  |  | Giovanni I del Portogallo |  |  | Pietro I del Portogallo |  |
|                           |   | Teresa Lourenço      |                             |  |  |       |  |  | Giovanni I del Portogallo |  |  |                         |  |
| Alfonso I di Braganza     |   |                      |                             |  |  |       |  |  | Giovanni I del Portogallo |  |  |                         |  |
|                           |   | Inês Pires           | Pero Esteves                |  |  |       |  |  |                           |  |  |                         |  |
|                           |   | Inês Pires           | Pero Esteves                |  |  |       |  |  |                           |  |  |                         |  |
|                           |   | Inês Pires           | Maria Anes                  |  |  |       |  |  |                           |  |  |                         |  |
| Ferdinando I di Braganza  |   | Inês Pires           |                             |  |  |       |  |  |                           |  |  |                         |  |
|                           |   | Nuno Álvares Pereira | Álvaro Gonçalves Pereira    |  |  |       |  |  |                           |  |  |                         |  |
|                           |   | Nuno Álvares Pereira | Álvaro Gonçalves Pereira    |  |  |       |  |  |                           |  |  |                         |  |
|                           |   | Nuno Álvares Pereira | Iria Gonçalves do Carvalhal |  |  |       |  |  |                           |  |  |                         |  |
| Beatrice Pereira de Alvim |   | Nuno Álvares Pereira |                             |  |  |       |  |  |                           |  |  |                         |  |
|                           |   | Leonor de Alvim      | …                           |  |  |       |  |  |                           |  |  |                         |  |
|                           |   | Leonor de Alvim      | …                           |  |  |       |  |  |                           |  |  |                         |  |
|                           |   | Leonor de Alvim      | …                           |  |  |       |  |  |                           |  |  |                         |  |
| Ferdinando II di Braganza |   | Leonor de Alvim      |                             |  |  |       |  |  |                           |  |  |                         |  |
|                           | … | …                    |                             |  |  |       |  |  |                           |  |  |                         |  |
|                           | … | …                    |                             |  |  |       |  |  |                           |  |  |                         |  |
|                           | … | …                    |                             |  |  |       |  |  |                           |  |  |                         |  |
| Giovanni di Castro        | … |                      |                             |  |  |       |  |  |                           |  |  |                         |  |
|                           |   | …                    | …                           |  |  |       |  |  |                           |  |  |                         |  |
|                           |   | …                    | …                           |  |  |       |  |  |                           |  |  |                         |  |
|                           |   | …                    | …                           |  |  |       |  |  |                           |  |  |                         |  |
| Giovanna di Castro        |   | …                    |                             |  |  |       |  |  |                           |  |  |                         |  |
|                           |   | …                    | …                           |  |  |       |  |  |                           |  |  |                         |  |
|                           |   | …                    | …                           |  |  |       |  |  |                           |  |  |                         |  |
|                           |   | …                    | …                           |  |  |       |  |  |                           |  |  |                         |  |
| …                         |   | …                    |                             |  |  |       |  |  |                           |  |  |                         |  |
|                           |   | …                    | …                           |  |  |       |  |  |                           |  |  |                         |  |
|                           |   | …                    | …                           |  |  |       |  |  |                           |  |  |                         |  |
|                           |   | …                    | …                           |  |  |       |  |  |                           |  |  |                         |  |
|                           |   | …                    |                             |  |  |       |  |  |                           |  |  |                         |  |